# Anikonizem
Anikonizem je odsotnost materialnih predstavitev naravnega in nadnaravnega sveta v različnih kulturah, zlasti v monoteističnih Abrahamovih religijah. Ta prepoved se lahko razširi samo od Boga in božanstev do svetnikov, vseh živih bitij in vsega, kar obstaja. Pojav je na splošno kodificiran z verskimi tradicijami in kot tak postane tabu. Kadar se sproži fizično uničenje slik, anikonizem postane ikonoklazem. Sama beseda izhaja iz grške εικων 'slike' z negativno predpono an- (grško alfa) in pripono -izem (grški –ισμος).

## Splošni vidik
Monoteistične religije – anikonizem je bil v monoteističnih religijah oblikovan po teoloških razmišljanjih in zgodovinskih kontekstih. Pojavil se je kot posledica videnja Božjega položaja kot največjega nosilca moči in potrebe po zaščiti tega edinstvenega statusa pred konkurenčnimi zunanjimi in notranjimi silami, kot so poganski idoli in kritični ljudje. Idolatrija je bila grožnja za edinstvenost in en od načinov, kako so se preroki in misijonarji odločili, da se bojujejo s prepovedjo fizičnih predstavitev. Ista rešitev je delovala proti zahtevi ljudi, da imajo enako moč ustvarjanja kot Bog (s tem tudi izgnanstvo iz nebes, uničenje Babilonskega stolpa in druge zapovedi v bibličnih besedilih).
Anikonizem kot konstrukcija - Nekateri sodobni znanstveniki, ki delajo na različnih kulturah, so zbrali gradivo, ki kaže, da je ideja anikonizma v mnogih primerih intelektualna konstrukcija, ki ustreza specifičnim namenom in zgodovinskim okoliščinam, ne pa dejstvu stvarne realnosti (Huntington za budizem , Clément za islam in Bland za judovstvo - glej spodaj v opombah in sklicih

## V budizmu
Budistična umetnost je bila nekoč anikonična: Buda je bil zastopan le s svojimi simboli (praznim prestolom, Bodi drevesom, Budovimi odtisi stopal, molilnimi mlinčki). Zdi se, da je to nevednost do antropomorfnih predstavitev Bude in prefinjen razvoj anikoničnih simbolov, da bi se temu izognili (tudi v pripovednih prizorov, kjer bi se pojavile druge človeške figure), povezano z enim od Budovih pregovorov, o katerem poroča Digha Nikaya, ki je odvračal predstavitve sebe po izumrtju svojega telesa. Čeprav še vedno obstaja nekaj razprav, se prve antropomorfne predstavitve samega Buda pogosto štejejo kot posledica grško-budistične interakcije.
V poznem 20. stoletju je neka umetnostna zgodovinarka kritizirala dobro uveljavljeno teorijo anikonizma v budistični umetnosti , vprašanje pa je predmet stalnega razprave. 

## V hinduizmu
Čeprav je anikonizem bolj znan v povezavi z Abrahamskimi religijami, so osnovni vzorci razdeljeni med različna verska prepričanja, vključno s hinduizmom, ki ima tudi anikonistična prepričanja. Čeprav je hinduizem običajno zastopan s takim antropomorfnim verskim murtijem (dobesedno pomeni vsako obliko, utelešenje ali trdni predmet), je anikonizem enako zastopan s takšnimi abstraktnimi simboli Boga, kot so Šiva lingam in saligrama (fosilizirana lupina, ki se uporablja v Južni Aziji, kot simbolični simbol in opomnik Boga Višnuja).  Še več, hindujci so se lažje osredotočili na antropomorfne ikone, kajti Bog Krišna je v Bhagavad Giti, poglavje 12, 5. stavek, pokazal, da se je težje osredotočiti na Boga brez oblike kot Boga z obliko, ker imajo ljudje potrebo po zaznavanju s čutili. 

## V krščanstvu

### Bizantinski ikonoklazem
V bizantinskem cesarstvu sta bila sredi osmega in zgodnjega devetega stoletja dve obdobji ikonoklazma ali uničevanja ikon. Politični vidiki konfliktov so kompleksni, obravnavajo odnos med bizantinskimi cesarji, katoliško cerkvijo in svetom pravoslavne cerkve in papežem. Teološko je razprava, tako kot pri večini pravoslavnih teologij v tistem času, vrtela okoli Jezusove narave. Ikonoklasti so verjeli, da ikone ne morejo istočasno predstavljati božanske in človeške narave Mesije, ampak ločeno. Ker je ikono, ki predstavlja Jezusa čisto fizično, bi bil nestorijanizem in tisti, ki ga je pokazal kot človeškega in božanskega, tega ne bi mogel storiti, ne da bi zmedel dve naravi v eno mešano naravo, ki je bila monofizitizem, zato so bile vse ikone heretične. Sklicevali so se tudi na prepoved čaščenja slikovnih podob v Mojzesovem zakonu.

### Med protestantsko reformacijo
Med protestantsko reformacijo je tudi prevladoval anikonizem, ko so nekateri protestanti začeli propagirati zavračanje tistega, kar so zaznali kot idolatrijo katoliške prakse, ki so svoje cerkve napolnile s slikami, kipi ali relikvijami svetnikov. Reformirane (kalvinistične) cerkve in določene sekte (predvsem Puritanci in nekatere baptistične cerkve) so začele prepovedovati prikazovanje verskih podob. Znani primer tega prihaja od Oliverja Cromwella, ki je izgnal kralja Karla I., ki je nekoč uničil zlato relikvijo, ki je bila postavljena v njegovo cerkev.

### Med kristjani danes
Amiši se še naprej izogiba fotografijam ali predstavitvam ljudi; njihove otroške lutke imajo po navadi prazne obraze. 

## V islamu

### Teološki pogledi
Koran, islamska sveta knjiga, izrecno ne prepoveduje prikaza človeških osebnosti; zgolj obsoja idolatrijo (npr. .: 5:92, 21:52). Prepovedi figurativne predstavitve so prisotne v hadisu, med ducatom zabeleženih v zadnjem delu obdobja, ko so bili zapisani. Ker so ti hadisi povezani z določenimi dogodki v življenju preroka Mohameda, jih je treba razlagati, da jih je mogoče uporabiti na kakršen koli splošen način. V sunizmu od 9. stoletja naprej, so vse bolj vidne kategorične prepovedi proizvodnje in uporabe kakršne koli predstavitve živih bitij. Obstajajo razlike med verskimi šolami in izrazite razlike med različnimi vejami islama. Anikonizem je pogost med fundamentalističnimi sunitskimi sektami, kot so Salafiti in Vahabiti (ki so tudi pogosto ikonoklastični) in manj razširjeni med liberalnimi gibanji v islamu. Šiizem in mistični redi imajo tudi manj stroge poglede na anikonizem. Na posamezni ravni, ali so specifični muslimani verjeli v anikonizem, je lahko odvisno od tega, koliko verodostojnosti je dodeljena hadisu in kako so liberalni ali strogi v osebni praksi.
Anikonizem v islamu ne obravnava zgolj materialne podobe, ampak se dotika tudi mentalnih predstavitev. To je zapleteno vprašanje, o katerem so razpravljali zgodnji teologi, kako opisati Boga, Mohameda in druge preroke ter, če je sploh dovoljeno, to storiti. Bog običajno predstavlja nematerialne lastnosti, kot so "sveto" ali "milostljivo", splošno znano iz njegovih "Devetindevetdeset lepih imen". Vendar je Mohamedov fizični videz dobro opisan, zlasti v tradicijah njegovega življenja in dejanjih Sira al-Nabi. Nič manj zanimiva je veljavnost opažanj svetih oseb, ki so bile ustvarjene med sanjami.

### Anikonizem v praksi
Versko jedro - V praksi je jedro normativne religije v islamu dosledno anikonično. Njena izvedba so prostori, kot so mošeja in predmeti, kot je Koran ali bela obleka romarjev, ki vstopajo v Meko, prikrajšana za figurativne slike. Druga sfera religije - razlike, mističnost, popularnost, zasebna raven - v zvezi s tem razstavljajo pomembno spremenljivost. Profan anikonizem še bolj niha. Na splošno je anikonizem v islamskih družbah v sodobnem času omejen na posebne verske kontekste, medtem ko se njegova razširjenost v preteklosti ni izvajala na številnih področjih in v daljših obdobjih.
Prisotnost - Glede na to, na katero področje islamske družbe se sklicuje, je uporaba anikonizma značilna z opaznimi razlikami . Dejavniki so obravnavana epoha, država, verska usmeritev, politični namen, ljudska prepričanja, zasebna korist ali dihotomija med resničnostjo in diskurzom. Danes koncept anikonskega islama stoji v vsakodnevnem življenju za muslimane, ki so preplavljeni s podobami. Televizijske postaje in časopisi (ki še vedno prikazujejo in se gibljejo podobe živih bitij) imajo izjemen vpliv na javno mnenje, včasih, tako kot v primeru  Al Jazeere, s svetovnim dosegom, ki presega arabsko govoreče in muslimansko občinstvo. Portreti sekularnih in verskih voditeljev so prisotni na bankovcih  in kovancih  na ulicah in pisarnah (npr.: predsedniki, kot so Naser in Mubarak, Arafat, Al-Asad ali [[Hassan Nasrallah |Nasrallah iz Hezbolaha in ajatola Homeini). Antropomorfne kipe na javnih mestih najdemo v večini muslimanskih držav (Sadama Huseina so zloglasne ), pa tudi umetniške šole, ki izobražujejo kiparje in slikarje. Na egiptovskem podeželju je v modi proslaviti in oglaševati vračanje romarjev iz Meke na stene svojih hiš. Včasih bodo tisti, ki izgovarjajo anikonizem, izvajali figurativno predstavljanje (portreti talibanov iz fotografskih studijev Kandaharja med njihovo prepovedjo fotografiranja ). Za šiitske skupnosti so portreti glavnih osebnosti šiitske zgodovine pomembni elementi religiozne predanosti. Portreti Alija s pokritimi in razkritimi obrazi se lahko kupijo v Iranu okrog svetišč in ulic, da bi bili obešeni v domovih ali pa jih nosili zase, medtem ko v Pakistanu, Indiji in Bangladešu pokrivajo razkošne tovornjake, avtobuse  in rikše . V nasprotju s sunitsko tradicijo je lahko fotografija pokojnika postavljena na šiitske grobnice . Radovednost v Iranu je orientalistična fotografija, ki bi morala predstavljati preroka Mohameda kot mladega fanta. Veliki ajatola Sistani iz Najafa v Iraku je dal fatvo, ki razkriva prikaz Mohameda, prerokov in drugih svetih likov, kot dovoljeno, če je to storjeno z največjim spoštovanjem. 
Preteklost - Prav tako ni reprezentacije živih bitij v islamskih državah sodoben pojav ali zaradi sedanje tehnologije, zahodnizacije ali kulta osebnosti. Kipi ljudje in živali so krasili palače Umajadskega obdobja, freske pa so bile pogoste pod Umajadi, in kasneje v številnih državah Dar al-Islama, zlasti pod Safavidi in različnimi srednjeazijskimi dinastijami. Figurativne miniature srednjeveških arabskih držav, Indije, Perzije in Turčije so eden od cvetk islamskih umetnosti in veliko njene privlačne moči za nemuslimanske družbe . Močni vladarji, kot sta šah Tahmasp v Perziji in Akbar v Indiji, pokrovitelja nekaterih najlepših figurativnih miniatur v umetnosti islamskih držav, sta se med življenjem preselila med ekstravagantno "figurativno" in ekstremno "anikonično" obdobje. V 15. in 17. stoletju so predstavitve Mohameda (zaprte, razkrite) in drugih prerokov ali biblijskih likov, kot so Adam, Abraham ali Jezus in Salomon in Aleksander Veliki postali običajni v slikanih rokopisih iz Perzije, Indije in Turčije. Ekstremne raritete so ilustrirani Koran, ki prikazuje Mohameda in v špansko-muslimanskem rokopisu, ki je na voljo od 16. stoletja, pet kalifov Umajadov in Abasidov. Iblis je tudi prisoten v različnih ilustriranih rokopisih . Vendar pa ni znanih figurativnih prikazov Boga.
Metode obvoda - Srednjeveški muslimanski umetniki so našli različne načine, da ne kršijo nobene prepovedane slike, medtem ko še vedno predstavljajo živa bitja. Lahko trdimo, da je Bog absoluten, dejanje njegovega prikaza, ne človeškega; in miniature so očitno zelo surovi prikazi realnosti, zato dve ne moremo zamenjati.  Na materialni ravni imajo lahko preroki v rokopisih svoj obraz pokrit s tančico ali vsi ljudje imajo gib, ki je potegnjen po vratu, simbolično rezanje pa jih brani, da so živi. Kaligrafija, najbolj islamska umetnost v muslimanskem svetu, ima tudi figurativno stran zaradi antropo- in zoomorfnih kaligramov

## Druge religije
V Afriki se anikonizem razlikuje od kulture do kulture od izdelanih mask in kipov ljudi in živali do njihove popolne odsotnosti. Skupna značilnost pa je po celotni celini, da "Visok Bog" ni dobil materialne oblike. Rimljanski zgodovinar Tacit o germanskih plemenih piše: "Ne smatrajo se dovolj močni, da nebesa prikazujejo bogove na stenah ali da jih prikažejo v neki človeški obliki." [37] Njegova opažanja niso splošna za vse nemške ljudi kot dokumentarna dokazila kažejo (glej slike kamni Ardra).
V avstralski aboridžinski kulturi je prepovedano plemensko izročilo in navade v nasprotju s prikazom na novo ali nedavno mrtvih, vključno s fotografijami, ker se domneva, da bo njihovo upodabljanje zaviralo njihov prehod k Velikemu sanjanju prednikov. To je povzročilo, da nekateri avstralski časopisi objavljajo opravičila skupaj z osmrtnicami.